# Itabuna
Itabuna é um município brasileiro no interior e sul do estado da Bahia. Está localizado na Região Geográfica Imediata de Ilhéus-Itabuna e na Região Geográfica Intermediária de Ilhéus-Itabuna, além de integrar a Região Cacaueira. Situa-se a cerca de 426 quilômetros de Salvador, capital da Bahia, estando em torno de 333 quilômetros de distância dessa cidade via ferryboat. É o sétimo município mais populoso da Bahia e o 32° do Nordeste. Em conjunto com o município vizinho Ilhéus, forma uma aglomeração urbana classificada pelo Instituto Brasileiro de Geografia e Estatística (IBGE) como uma capital regional B, exercendo influência em mais de 40 municípios que, juntos, apresentam pouco mais de um milhão de habitantes.
Segundo o Instituto Brasileiro de Geografia e Estatística (IBGE), o município de Itabuna tem um Índice de Desenvolvimento Humano (IDH) de 0,712 (2010), compartilhando a quinta posição com Feira de Santana no estado da Bahia e ficando atrás somente de Salvador, Lauro de Freitas, Barreiras e Luís Eduardo Magalhães. É um dos oito únicos municípios da Bahia com Índice de Desenvolvimento Humano alto.
É terra natal do escritor Jorge Amado, que a descreve em algumas de suas obras, como Gabriela, Cravo e Canela e Terras do Sem Fim.

## Topônimo
Conforme Eduardo Navarro em seu Dicionário de Tupi Antigo (2013), o nome "Itabuna" é derivado dos termos tupis itá + abuna, que significa "padre de pedra" (itá, pedra + abuna, padre). O nome é uma referência a uma formação rochosa que se assemelha a um padre. Essa formação rochosa veio a designar o terceiro distrito de Ilhéus, Cachoeira de Itabuna, ao qual pertencia a localidade de Tabocas, que veio a dar origem ao atual município de Itabuna.

## História
Por volta do ano 1000, as tribos indígenas tapuias (especificamente, os aimorés) que habitavam na região foram expulsas devido à chegada de povos tupis procedentes da Amazônia.
No século XVI, quando chegaram os primeiros portugueses à região, a mesma era habitada pelos tupiniquins, grupo indígena do tronco tupi. Os portugueses implantaram, na região, a capitania de Ilhéus, porém esta fracassou economicamente devido aos constantes ataques dos índios aimorés, que, a partir da década de 1550, retornaram à região, provenientes do interior do continente.
O povoamento de origem europeia na região só se consolidou a partir do momento em que esta passou a servir como principal ponto de passagem de tropeiros, que se dirigiam a Vitória da Conquista. Na área cortada pelo rio Cachoeira, surgiu, em 1857,  o Arraial de Tabocas, em meio à mata, que estava sendo ocupada por não índios. O nome Tabocas, segundo a tradição, deve-se a um imenso jequitibá, de cuja derrubada fora feita uma disputa, sendo aquele o "pau da taboca", ou seja, da roça que se abria.
A partir de 1867,  intensificou-se  a ocupação da região por não índios - principalmente migrantes sergipanos, dentre os quais se destacam Félix Severino de Oliveira, depois conhecido como Félix Severino do Amor Divino, e José Firmino Alves, que eram primos. Félix fundou, na entrada de Itabuna, a Fazenda Marimbeta. Hoje, existe uma rua com esse nome, no bairro da Conceição. Eles vieram da Chapada dos Índios, atual Cristinápolis. A eles, se atribui a fundação da futura cidade de Itabuna.
Em trinta anos, o crescimento da povoação foi tanto que, em 1897, os moradores pleitearam sua emancipação, que foi negada. Nova tentativa foi feita, junto ao governo estadual, em 1906, comprometendo-se Firmino Alves a doar os terrenos para que fossem erguidas as sedes administrativas.

### Emancipação
Fundado em 1910, o município de Itabuna tem sua cronologia confundida com a própria origem do seu perímetro urbano, a partir de meados do século XIX, reduzindo-se a importância da centenária Ferradas, que foi a primeira vila — com o nome de Dom Pedro de Alcântara, três décadas antes de Tabocas — e o primeiro povoamento não indígena no território daquele que viria a ser o município de Itabuna.
Em abril de 2011, foi protocolado, na Assembleia Legislativa da Bahia, uma proposta do deputado Gilberto Santana, do Partido Trabalhista Nacional, para a criação da Região Metropolitana do Cacau, que englobaria os municípios de Almadina, Arataca, Aurelino Leal, Barro Preto, Buerarema, Camacã, Canavieiras, Coaraci, Floresta Azul, Ibicaraí, Ibirapitanga, Ilhéus, Itabuna, Itajuípe, Itacaré, Itapé, Itajú do Colônia, Itapitanga, Jussari, Maraú, Mascote, Pau Brasil, Santa Luzia, São José da Vitória, Ubaitaba, Una e Uruçuca.

## Demografia

### População

#### Censo
Segundo o Censo 2022 do Instituto Brasileiro de Geografia e Estatística (IBGE), a população de Itabuna foi de 186 708 habitantes, ocupando a posição 7ª na Bahia, 32ª no Nordeste e 161ª no Brasil. Em comparação com o Censo 2010, houve uma queda de -8,69%. Apesar da redução da população, Itabuna continua sendo um dos dez municípios mais populosos da Bahia, superando o município vizinho Ilhéus, que tem 178 703 habitantes e está na 8ª posição no estado. Mais dados da população abaixo:
- População (Censo 2022): 186 708.[34]
- População (Censo 2010): 204 667.[35]
- População (Censo 2000): 196 675.[36]
- População (Censo 1991): 185 277.[37]

Conforme se ver, o Censo de 2010 foi onde o município registrou a maior população na Nova República.

#### População (estimativa)
De acordo com a estimativa de 2024 do Instituto Brasileiro de Geografia e Estatística (IBGE), a população do município foi de 196 676 habitantes.

#### População urbana, rural e por sexo
- População urbana (2010): 199 643.
- População rural (2010): 5 024.
- População masculina (2010): 96 936.
- População feminina (2010): 107 731.[39]

## Geografia

### Clima
Dados do Departamento de Ciências Atmosféricas, da Universidade Federal de Campina Grande (UFCG), mostram que Itabuna apresenta um clima com média pluviométrica anual de 1891 mm sendo o mês de março com maior precipitação e setembro com a menor média mensal e temperatura média anual de 23 °C, sendo julho com a temperatura mínima mais baixa do ano e janeiro a mais alta.
| Dados climatológicos para Itabuna             | Dados climatológicos para Itabuna | Dados climatológicos para Itabuna | Dados climatológicos para Itabuna | Dados climatológicos para Itabuna | Dados climatológicos para Itabuna | Dados climatológicos para Itabuna | Dados climatológicos para Itabuna | Dados climatológicos para Itabuna | Dados climatológicos para Itabuna | Dados climatológicos para Itabuna | Dados climatológicos para Itabuna | Dados climatológicos para Itabuna | Dados climatológicos para Itabuna |
| Mês                                           | Jan                               | Fev                               | Mar                               | Abr                               | Mai                               | Jun                               | Jul                               | Ago                               | Set                               | Out                               | Nov                               | Dez                               | Ano                               |
| --------------------------------------------- | --------------------------------- | --------------------------------- | --------------------------------- | --------------------------------- | --------------------------------- | --------------------------------- | --------------------------------- | --------------------------------- | --------------------------------- | --------------------------------- | --------------------------------- | --------------------------------- | --------------------------------- |
| Temperatura máxima média (°C)                 | 32,1                              | 30,3                              | 29,1                              | 27,2                              | 25,5                              | 23,2                              | 22,1                              | 23,0                              | 24,7                              | 27,0                              | 28,6                              | 29,3                              | 26,8                              |
| Temperatura média (°C)                        | 25,7                              | 25,0                              | 24,0                              | 23,3                              | 23,4                              | 20,6                              | 19,2                              | 19,5                              | 21,8                              | 23,5                              | 24,5                              | 24,8                              | 23,0                              |
| Temperatura mínima média (°C)                 | 21,4                              | 21,6                              | 21,7                              | 21,1                              | 19,7                              | 16,0                              | 14,3                              | 15,7                              | 19,7                              | 20,0                              | 20,8                              | 21,3                              | 19,4                              |
| Precipitação (mm)                             | 148,8                             | 148,0                             | 197,8                             | 150,0                             | 179,5                             | 162,3                             | 178,7                             | 155,6                             | 110,7                             | 140,4                             | 160,2                             | 159,0                             | 1 891,0                           |
| Fonte: Departamento de Ciências Atmosféricas. |                                   |                                   |                                   |                                   |                                   |                                   |                                   |                                   |                                   |                                   |                                   |                                   |                                   |

## Economia
Com relação à economia, Itabuna é um dos vinte municípios mais ricos do estado da Bahia. Segundo o Instituto Brasileiro de Geografia e Estatística (IBGE), o produto interno bruto (PIB) do município em 2021 era de R$ 4,2 bilhões, ocupando a posição 16° na Bahia e 323° no Brasil. Em 2021, o PIB per capita era de R$ 19.618,7, ocupando a posição 63° na Bahia e 3179° no Brasil.
O principal centro comercial e econômico da cidade é a Avenida Cinquentenário, famosa por ser um local de compras, comércio, bancos e muito movimento. A avenida responde pela maior concentração de lojas da cidade.
Há em Itabuna um pouco mais de 20 mil empresas ativas. Entre as principais atividades econômicas de Itabuna estão os setores de serviços, comércio varejista, alimentos, restaurantes, manufatura, indústrias da transformação, construção, etc. O setor de serviços ocupa a primeira posição, com um pouco mais de 9 mil empresas ativas.
A cidade conta com um shopping center, o Shopping Jequitibá, inaugurado em 5 de maio de 2000 e localizado na Avenida Aziz Maron. O Shopping Jequitibá é o maior centro comercial do sul da Bahia.

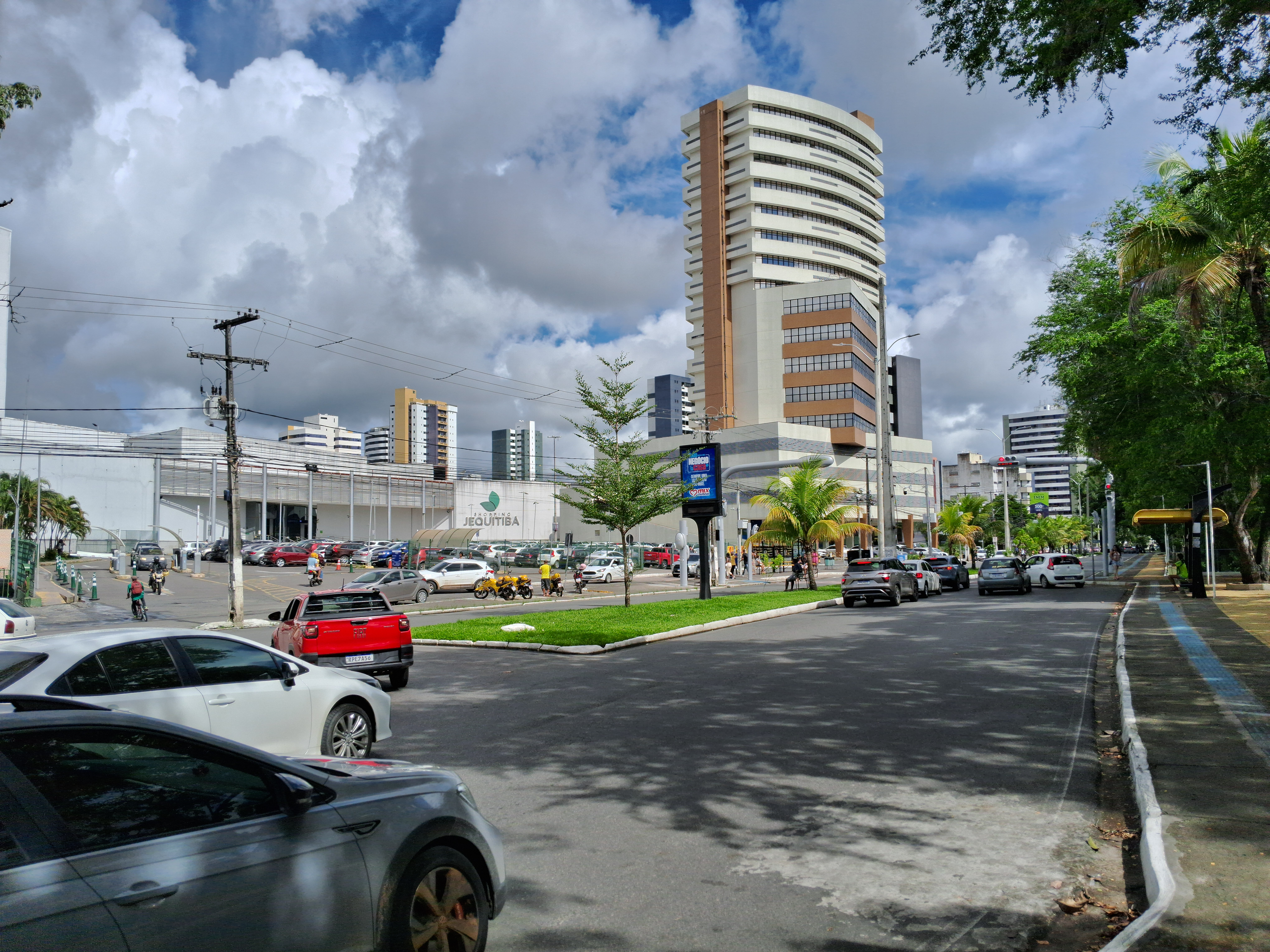
Avenida Aziz Maron, com o Shopping Jequitibá ao fundo (à esquerda)
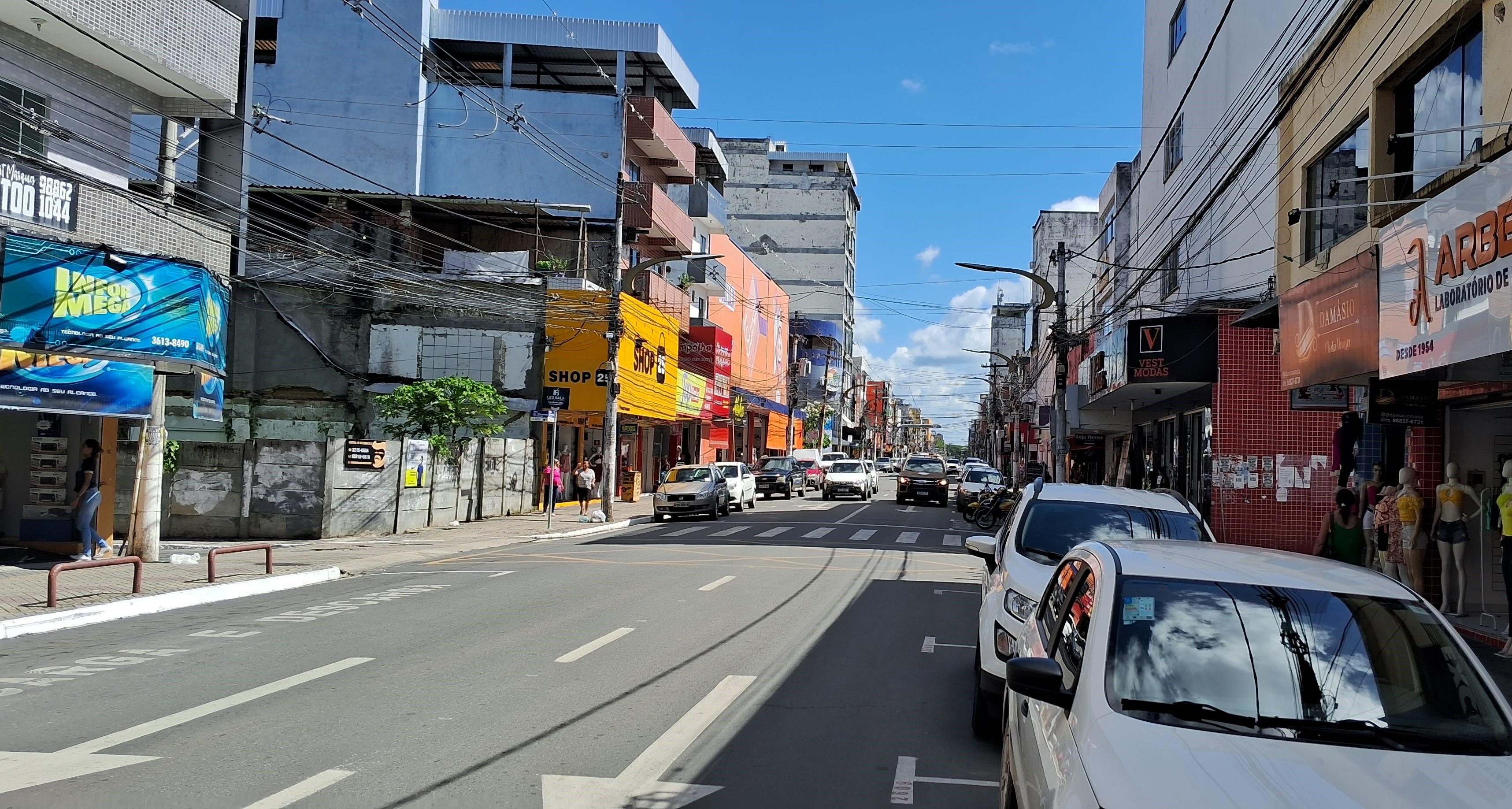
Avenida Cinquentenário, principal centro comercial e econômico de Itabuna

## Saúde
Em 2009, Itabuna contava com 84 estabelecimentos de saúde. Com relação à mortalidade infantil, em 2020, teve uma taxa média de 15,86 óbitos por mil nascidos vivos.
O município conta com alguns hospitais importantes. Um deles é o centenário Hospital Calixto Midlej Filho, que é administrado pela Santa Casa de Misericórdia de Itabuna e é referência no interior da Bahia. O Hospital Calixto Midlej Filho foi inaugurado em 7 de setembro de 1922. Outro hospital importante é o Hospital de Base Luís Eduardo Magalhães, inaugurado em 27 de setembro de 1998 e que atendeu, em 2017, 139 municípios. Segundo a Prefeitura Municipal de Itabuna, o Hospital de Base Luís Eduardo Magalhães recebe diariamente pacientes de mais de 168 municípios, além de Itabuna.

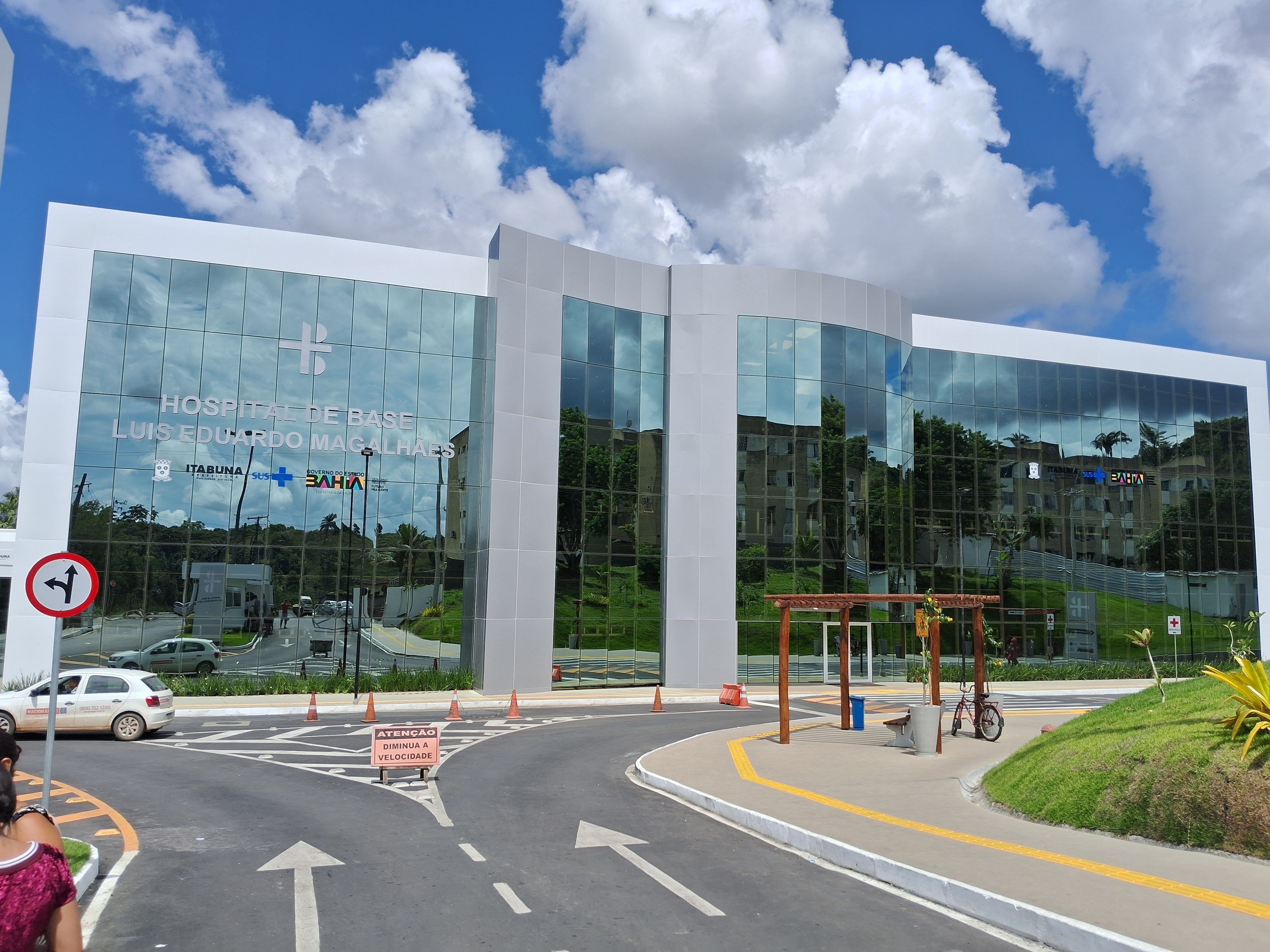
Hospital de Base Luís Eduardo Magalhães, depois da reforma e ampliação, que foram concluídas em março de 2025
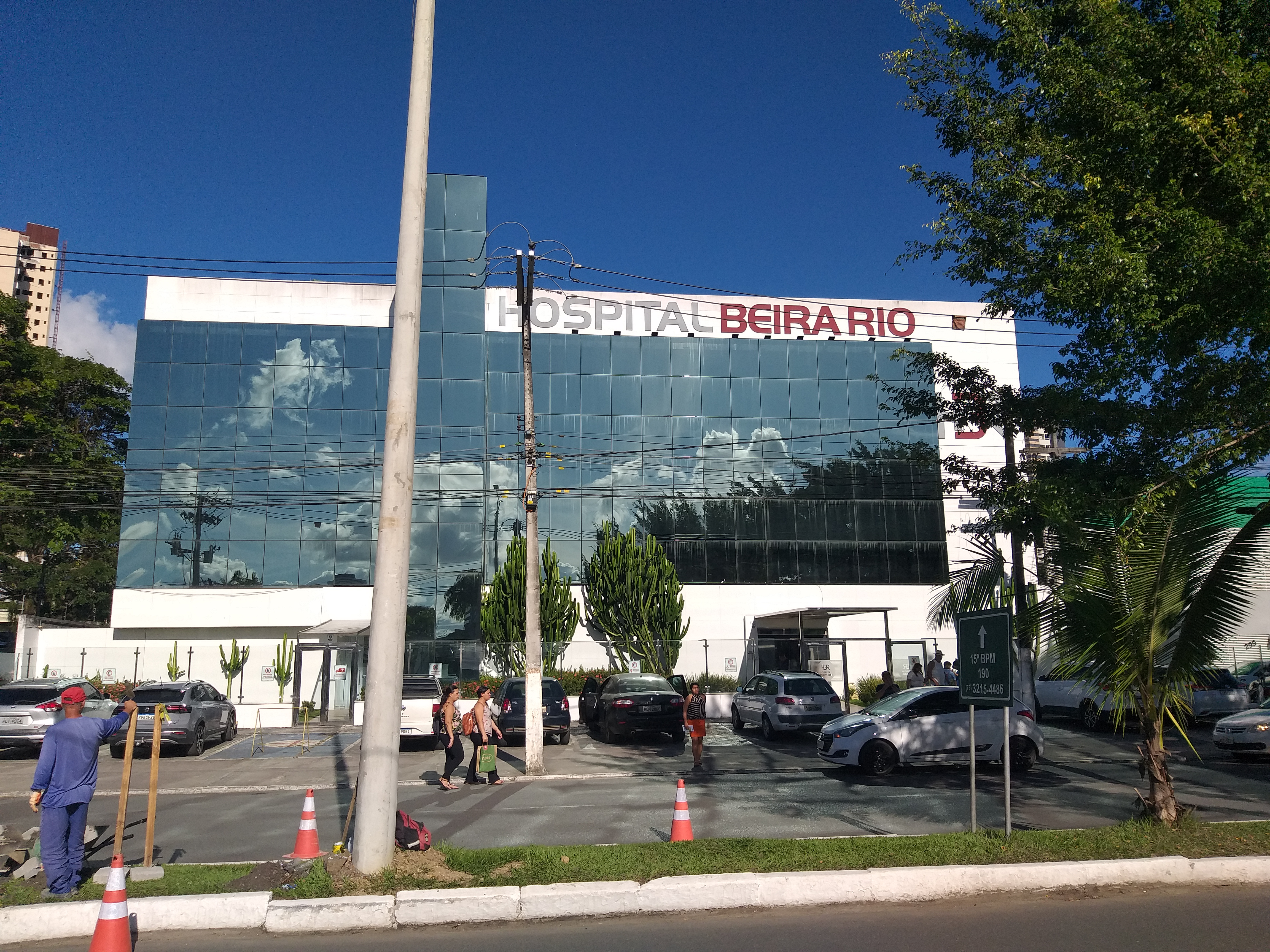
Hospital Beira Rio, próximo à Avenida Aziz Maron
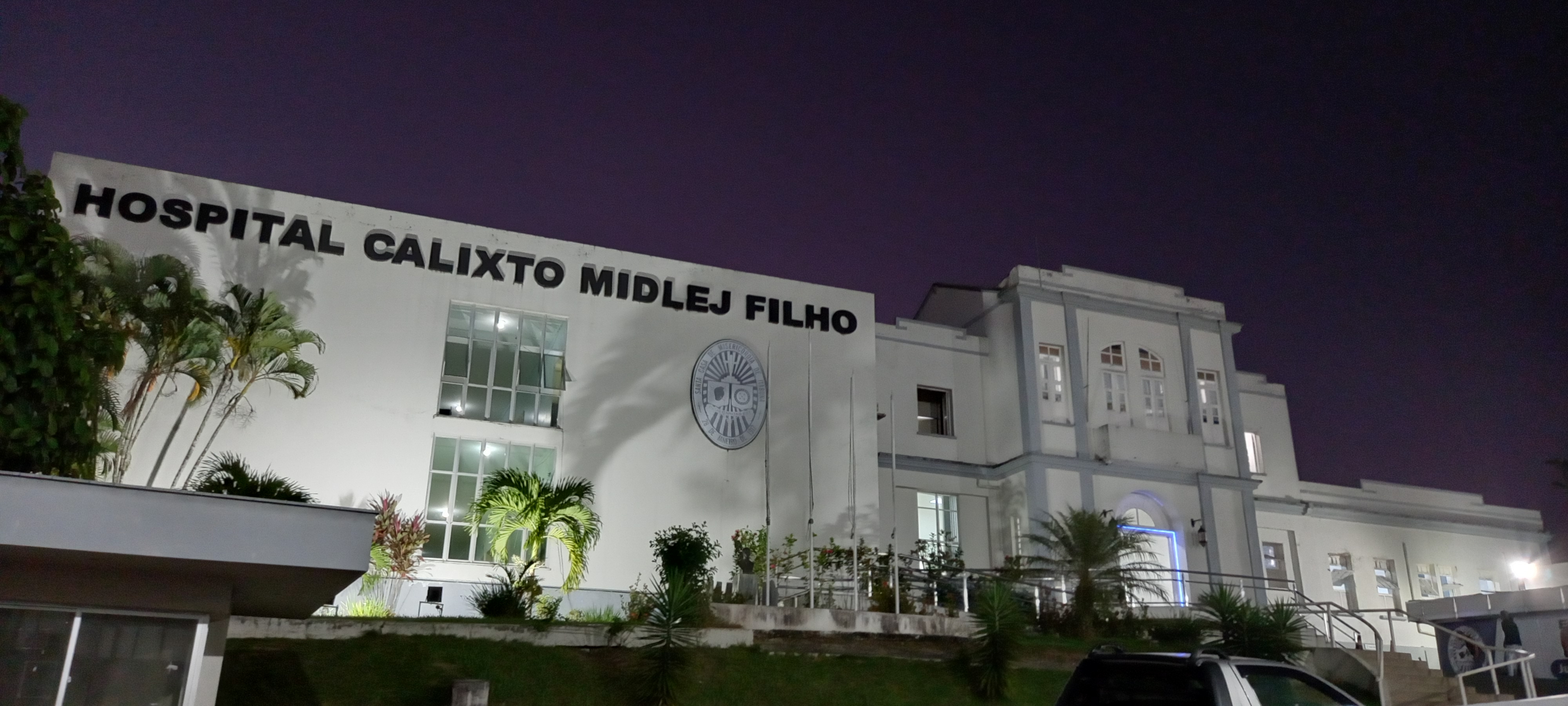
Fachada do Hospital Calixto Midlej Filho

## Cultura

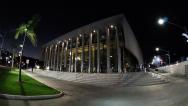
Teatro Municipal Candinha Dória

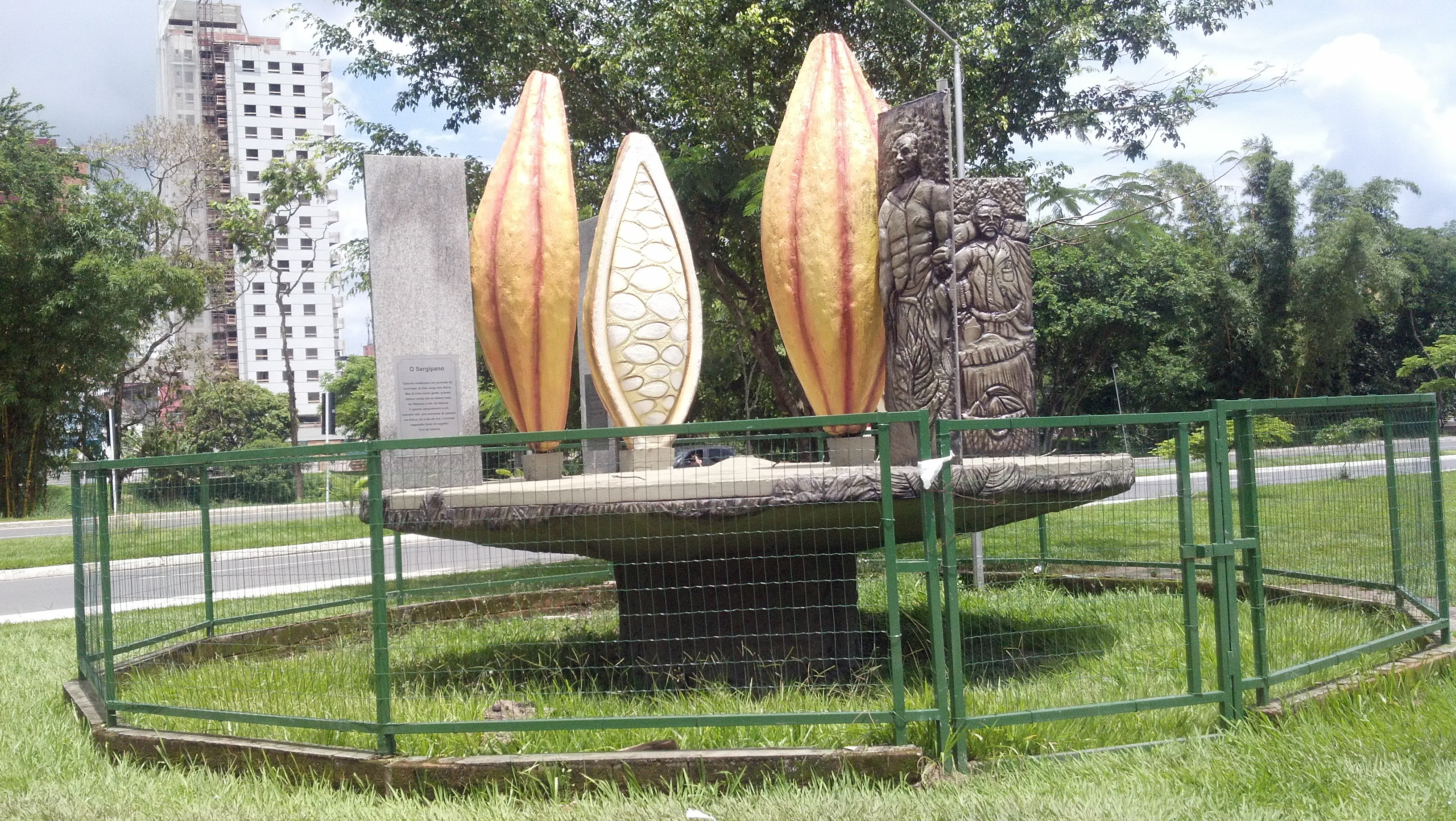
Praça do Cacau

### Artes
No dia 26 de julho de 2019 houve a formação de um local de grande importância para a cultura da cidade de Itabuna, que foi a inauguração do Teatro Candinha Dórea. A grande inauguração contou com a presença do governador da Bahia, Rui Costa (político), e a secretária estadual de Cultura, Arany Santana.
A obra da prefeitura ficou paralisada há cerca de uma década, e foi finalizada graças um repasse de recursos da ordem de R$ 30 milhões do Governo do Estado.
O espaço criado possui capacidade para cerca de 600 pessoas, e contou com a presença de artistas na sua inauguração sendo eles Ivete Sangalo, Luiz Caldas, Chiclete com Banana, Simone & Simaria, além da Orquestra Sinfônica da Bahia (Osba) e o Ballet do Teatro Castro Alves.
O novo teatro que é apto a receber espetáculos nacionais e internacionais, possui em sua estrutura física todas as normas ambientais, de segurança e acessibilidade, além de possuir uma moderna iluminação, sonorização, mecânica, cênica e acústica, um amplo lobby, camarim, sanitários, salas de apoio e administração.

### Música
Alinne Rosa foi reconhecida pela revista norte-americana Billboard como umas das maiores cantoras de Axé no Brasil.

## Transportes

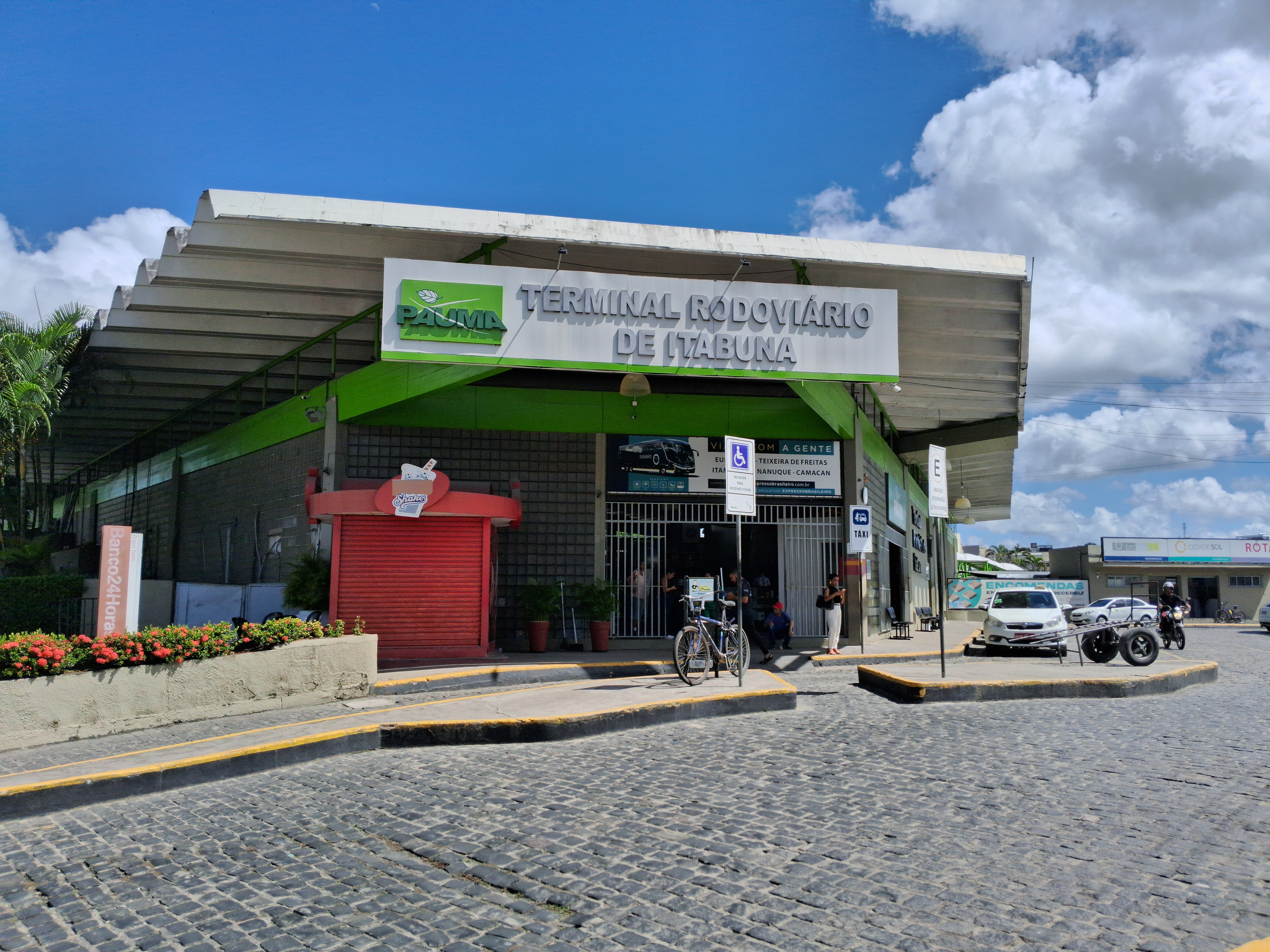
Terminal Rodoviário de Itabuna

Itabuna conta com um terminal rodoviário, construído em 1967, localizado no centro da cidade. O terminal, conhecido formalmente como Terminal Rodoviário Francisco Ferreira da Silva, conta com os serviços das empresas Rota Transportes, Viação Águia Branca, Cidade Sol, Expresso Brasileiro, Gontijo, Rio Doce, entre outras.
Há na cidade um antigo aeroporto, chamado Tertuliano Guedes de Pinho, inaugurado entre as décadas de 1940 e 1950. Devido a ineficiência e falta de segurança, o aeroporto teve o funcionamento cancelado em 2004 pela Agência Nacional de Aviação Civil (ANAC).
Em 2022, Itabuna teve uma frota de 87 345 veículos, sendo o automóvel o mais utilizado.

## Subdivisões
Itabuna tem entre 50 e 60 bairros. O município tem apenas um distrito, que é Itabuna (sede). Até o início dos anos 2000, Ferradas, lugar onde nasceu o escritor Jorge Amado, foi um distrito. Hoje, Ferradas é um bairro.
O bairro mais populoso de Itabuna é a Califórnia, com 12 312 habitantes, segundo o Censo 2022 do IBGE. O bairro Santo Antônio é o segundo mais populoso (10 418 habitantes) e o São Caetano é o terceiro (8 908 habitantes). O bairro com a menor população é Vila Maria, com 175 habitantes.
O bairro mais antigo de Itabuna é o Pontalzinho, fundado em 1914.

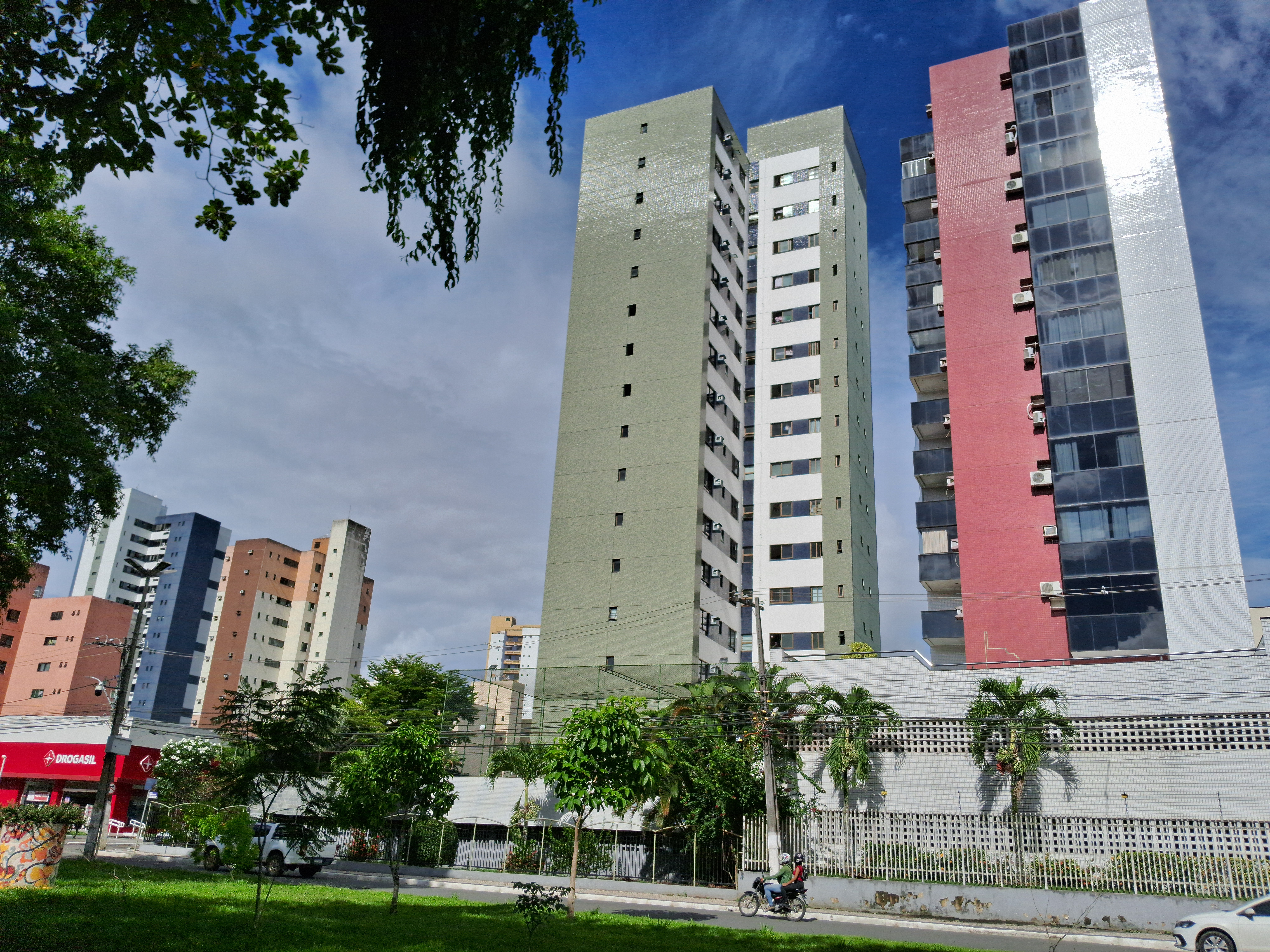
Edifícios do Jardim Vitória, bairro nobre de Itabuna
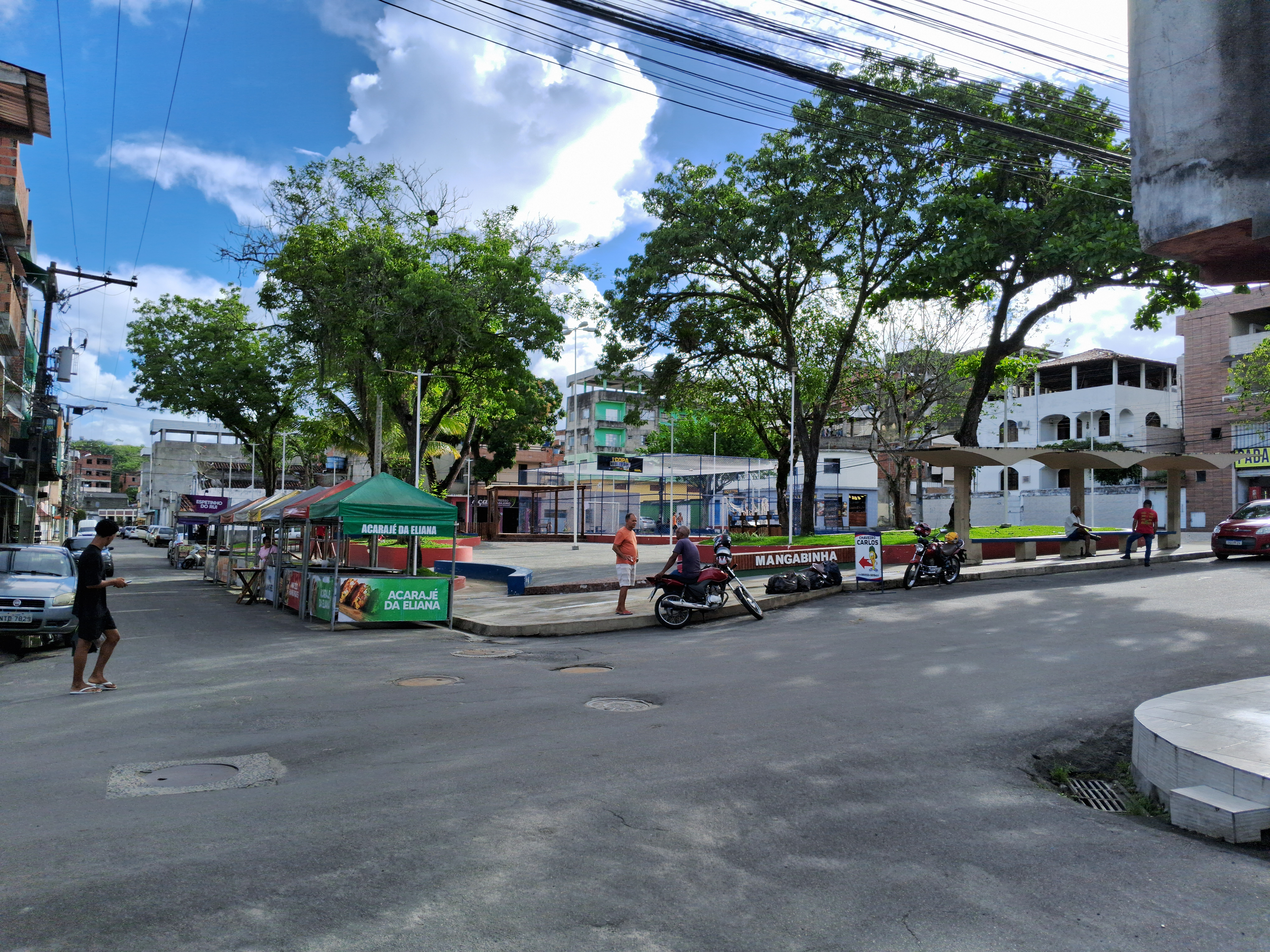
Praça do bairro Mangabinha, um dos mais populosos da cidade
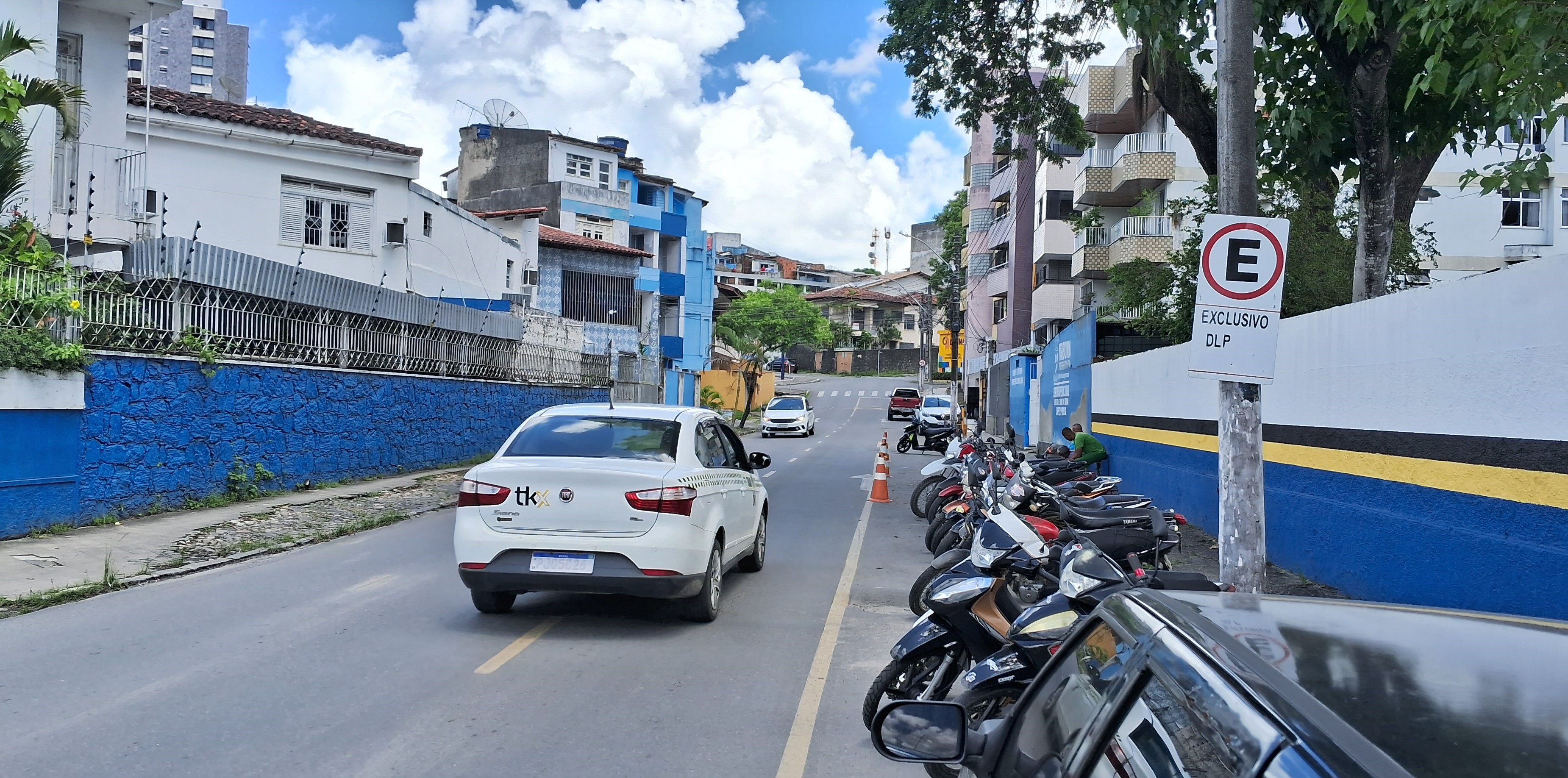
Rua Isolina Guimarães, Zildolândia, bairro nobre da cidade

## Política e administração

### Poder Executivo
O prefeito de Itabuna é Augusto Narciso Castro, do Partido Social Democrático (PSD), que assumiu o cargo em 2021 para seu primeiro mandato e foi reeleito em 2024, iniciando seu segundo mandato em 2025. O vice-prefeito é Josue De Souza Brandão Junior, também conhecido como Junior Brandão, do Partido Verde (PV).
Augusto Castro, eleito prefeito de Itabuna nas eleições municipais de 2020 e 2024, tornou-se o primeiro prefeito reeleito na história do município.

### Poder Legislativo
A Câmara Municipal de Itabuna é composta por 21 vereadores.